# Національне шосе 3 (Естонія)
Національне шосе 3, (офіційно скорочено T3) — 220-кілометрова національна магістральна дорога в Естонії, що прямує з півночі на південь. Маршрут пролягає так само як і європейський маршрут E264. Шосе починається в Йихві. Звідти головними містами є Ахтме (адміністративно Кохтла-Ярве) і Тарту. Шосе закінчується у Валзі на перехресті з Т6.
Дорога є основним транспортним маршрутом з півночі на південь в межах Естонії, оскільки забезпечує пряме сполучення між північно-східною Естонією та південною Естонією (прикордонний пункт Нарва та Латвія). У 2015 році найбільший обсяг трафіку спостерігався навколо Йихві, з AADT там близько 17 тис. Цифри знову зростають навколо Тарту, коливаючись біля 10 000. Дорога на всій протяжності 1+1.

## Опис маршруту
T3 (ест. põhimaantee 3) — головна автомагістраль з півночі на південь в Естонії, що з’єднує столицю повіту Іда-Вірумаї, Йихві, з південною Естонією та кордоном з Латвією. T3 є частиною європейського маршруту E264. Маршрут пролягає через повіти Іда-Вірумаа, Йигевамаа, Тартумаа і Валгамаа.
Дорога пролягає через Йихві, Тарту і Валга, оминаючи лише Елву. Маршрут також пролягає через численні села, такі як Ринґу. Шосе починається в Йихві на розв’язці з Т1 і проходить через місто на 3,1 кілометра та через Ахтме на 2 кілометри. Після перетину межі міста дорога йде в південному напрямку. У Раннапунгер'я дорога починається паралельно Чудському озеру. Дорога оминає Муствее і незабаром повертає на південь, трохи далі від Чудського озера. До Тарту дорога йде прямо. Маршрут пролягає прямо через центр міста, де перетинає Емайигі та перетинається з T2 і T39.
Після Тарту дорога продовжується в південно-західному напрямку. Місто Елва об’їжджають (тут також є єдина роздільна розв’язка на T3 (T3/T150)). Невдовзі дорога пролягає через село Рингу, перетинаючи численні допоміжні маршрути, такі як T52 і T71. У Куйгаці дорога перетинається з T69. Незабаром після цього дорога досягає Валги. Маршрут в основному проходить повз місто і закінчується на Т6 (що проходить уздовж кордону з Латвією).
Зараз на Т3 немає камер контролю швидкості.

## Галерея

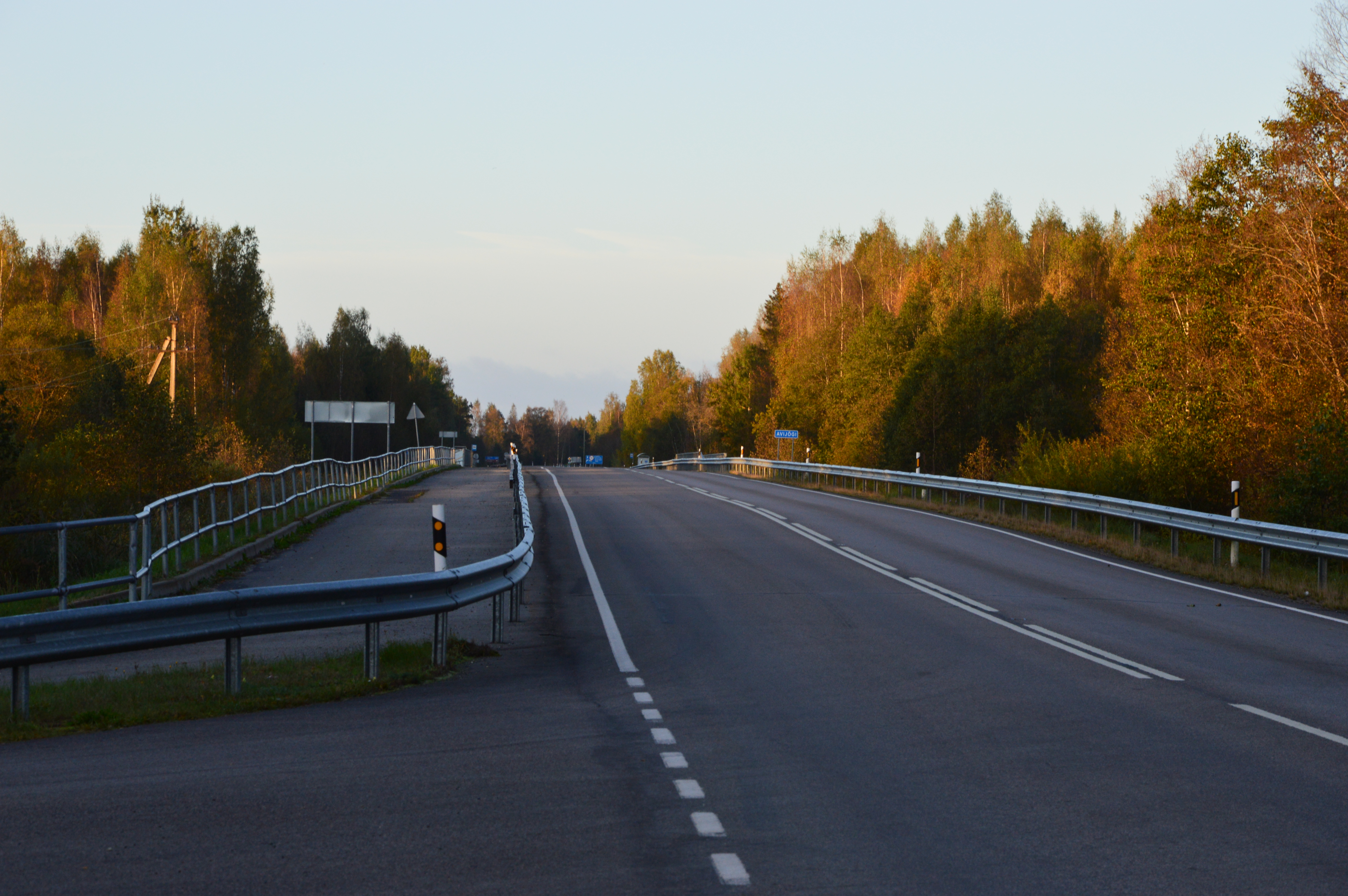
Шосе у Лохусуу.
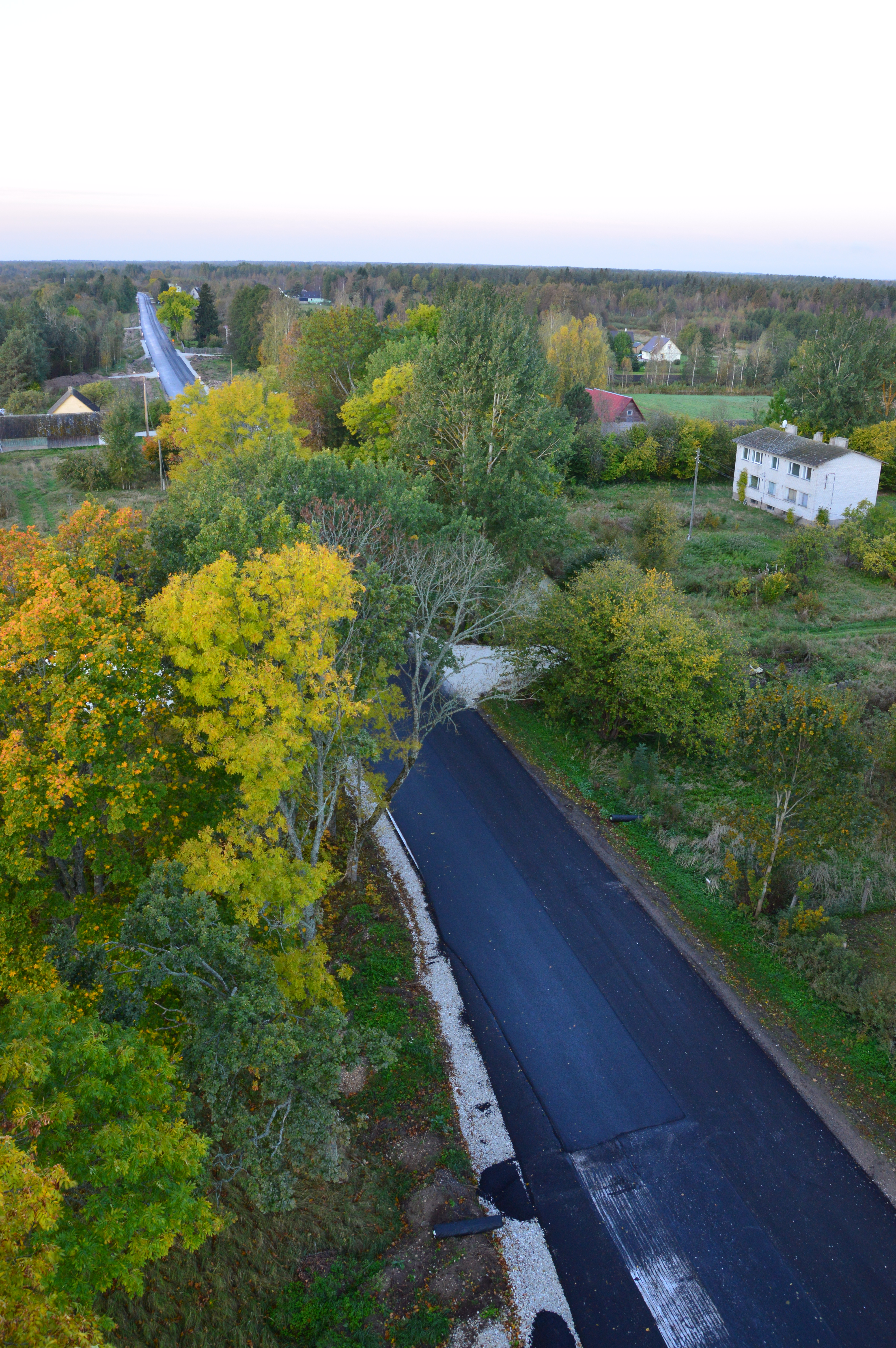
Дорога в Нінасі.
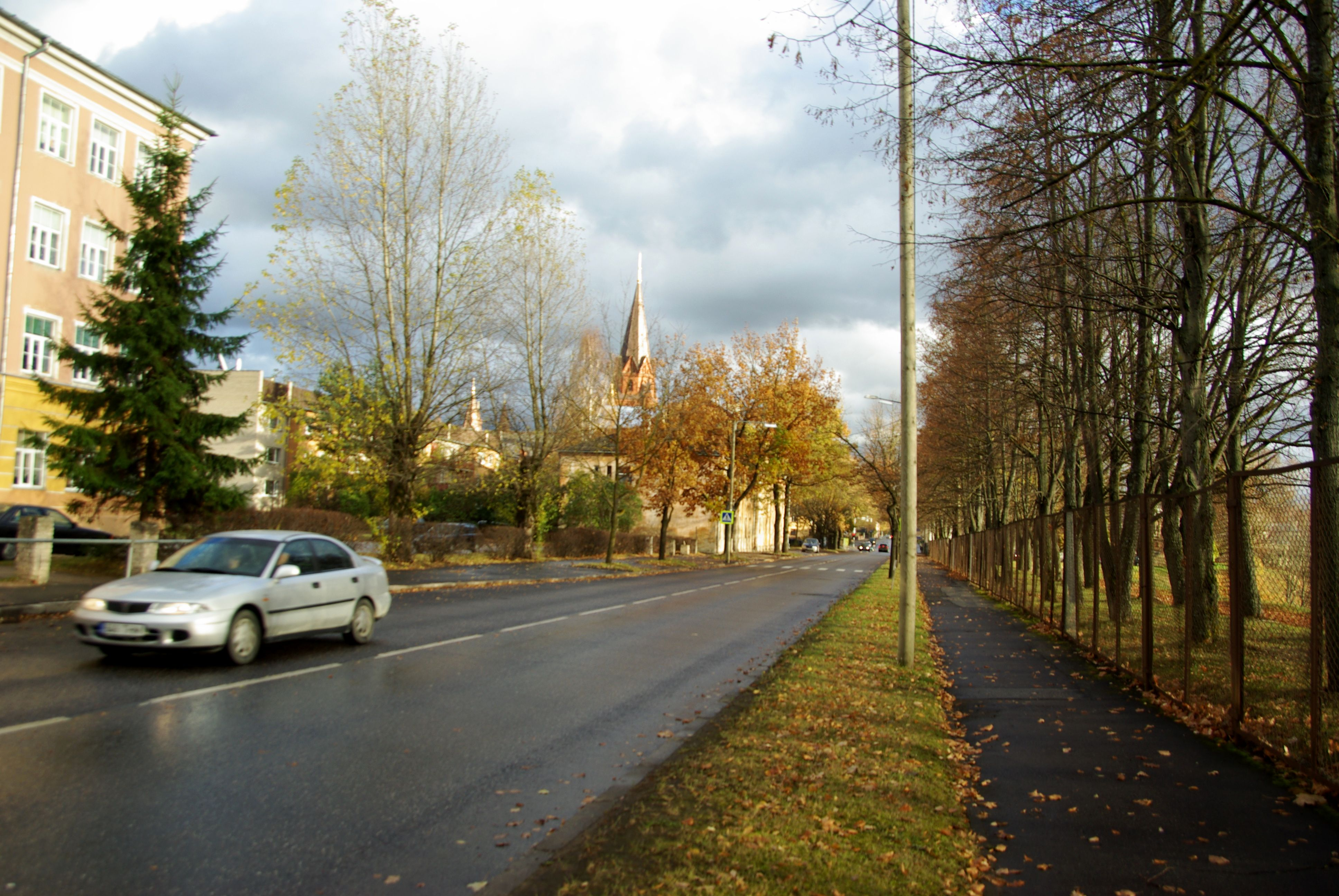
Шосе в Тарту.
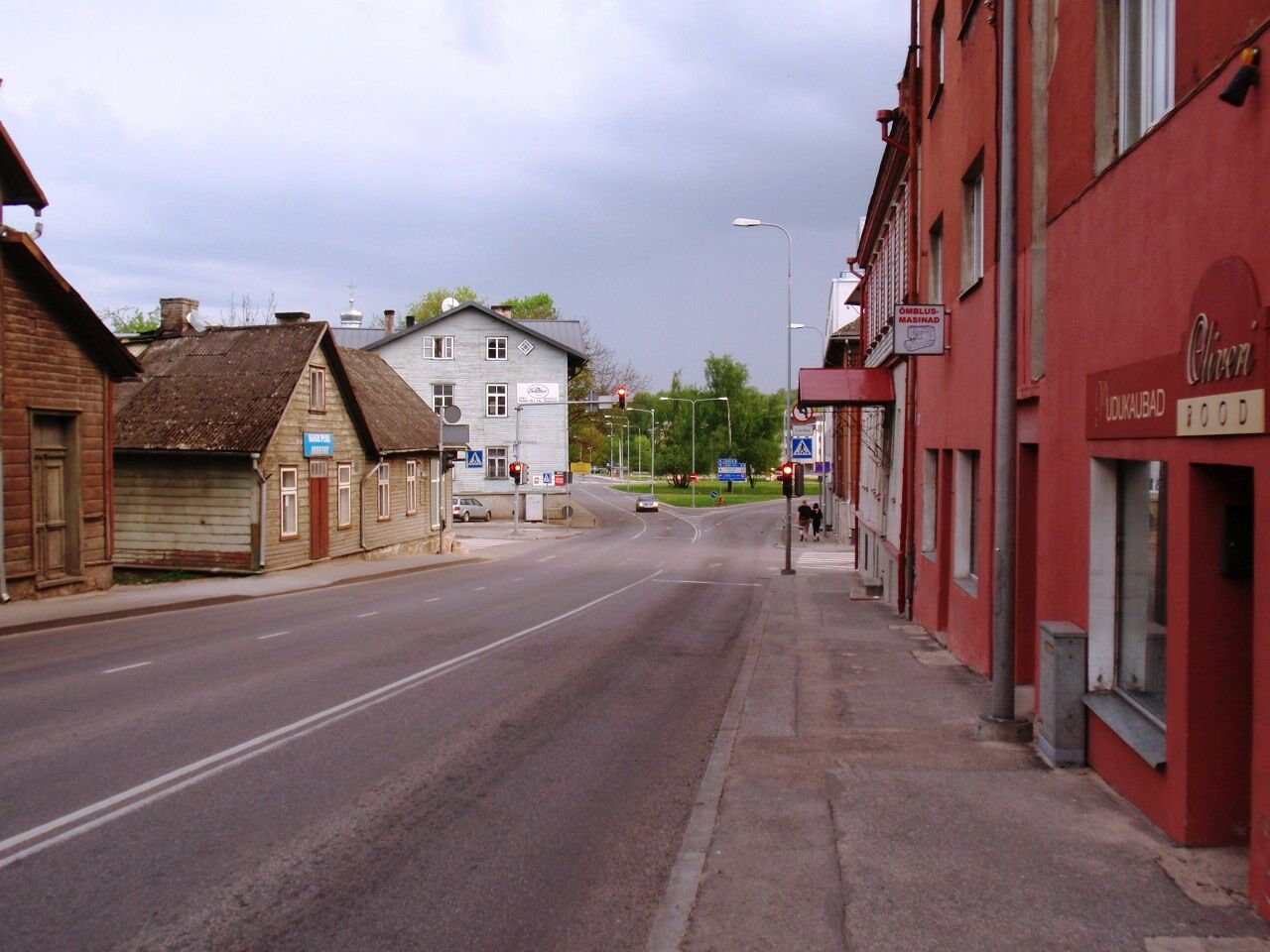
Дорога  в Тарту.

## Дивись також
- Автошляхи Естонії
- Автошлях E264